# Eumunida capillata
Eumunida capillata is een tienpotigensoort uit de familie van de Eumunididae. De wetenschappelijke naam van de soort is voor het eerst geldig gepubliceerd in 1990 door de Saint Laurent & Macpherson.